# 第77回ゴールデングローブ賞
第77回ゴールデングローブ賞（だい77かいゴールデングローブしょう）は2019年の映画とテレビ番組を対象としており、ノミネーションは2019年12月9日に発表され、授賞式は2020年1月6日にカリフォルニア州ビバリーヒルズのビバリー・ヒルトンで行われ、NBCで放送される予定。授賞式はディック・クラーク・プロダクションズがハリウッド外国人映画記者協会と共同でプロデュースする。司会はリッキー・ジャーヴェイスが務める。

## 受賞とノミネート

### 映画
| 映画作品賞 | 映画作品賞 |
| ドラマ部門 | ミュージカル・コメディ部門 |
| --- | --- |
| - 『1917 命をかけた伝令』 - 『アイリッシュマン』 - 『ジョーカー』 - 『マリッジ・ストーリー』 - 『2人のローマ教皇』 | - 『ワンス・アポン・ア・タイム・イン・ハリウッド』 - 『ルディ・レイ・ムーア』 - 『ジョジョ・ラビット』 - 『ナイブズ・アウト/名探偵と刃の館の秘密』 - 『ロケットマン』 |
| 映画演技賞（ドラマ部門） | |
| 主演男優賞 | 主演女優賞 |
| - ホアキン・フェニックス - 『ジョーカー』 - クリスチャン・ベール - 『フォードvsフェラーリ』 - アントニオ・バンデラス - 『ペイン・アンド・グローリー』 - アダム・ドライヴァー - 『マリッジ・ストーリー』 - ジョナサン・プライス - 『2人のローマ教皇』                                             | - レネー・ゼルウィガー – 『ジュディ 虹の彼方に』 - シンシア・エリヴォ - 『ハリエット』 - スカーレット・ヨハンソン - 『マリッジ・ストーリー』 - シアーシャ・ローナン – 『ストーリー・オブ・マイライフ/わたしの若草物語』 - シャーリーズ・セロン – 『スキャンダル』                                   |
| 映画演技賞（ミュージカル・コメディ部門） | |
| 主演男優賞 | 主演女優賞 |
| - タロン・エジャトン - 『ロケットマン』 - ダニエル・クレイグ - 『ナイブズ・アウト/名探偵と刃の館の秘密』 - ローマン・グリフィン・デイヴィス - 『ジョジョ・ラビット』 - レオナルド・ディカプリオ - 『ワンス・アポン・ア・タイム・イン・ハリウッド』 - エディ・マーフィ - 『ルディ・レイ・ムーア』 | - オークワフィナ - 『フェアウェル』 - アナ・デ・アルマス - 『ナイブズ・アウト/名探偵と刃の館の秘密』 - ケイト・ブランシェット - 『バーナデット ママは行方不明』 - ビーニー・フェルドスタイン - 『ブックスマート 卒業前夜のパーティーデビュー』 - エマ・トンプソン - 『レイトナイト 私の素敵なボス』 |
| 助演男優賞 | 助演女優賞 |
| - ブラッド・ピット - 『ワンス・アポン・ア・タイム・イン・ハリウッド』 - トム・ハンクス - 『幸せへのまわり道』 - アンソニー・ホプキンス - 『2人のローマ教皇』 - アル・パチーノ - 『アイリッシュマン』 - ジョー・ペシ - 『アイリッシュマン』                                                       | - ローラ・ダーン - 『マリッジ・ストーリー』 - キャシー・ベイツ - 『リチャード・ジュエル』 - アネット・ベニング - 『ザ・レポート』 - ジェニファー・ロペス - 『ハスラーズ』 - マーゴット・ロビー - 『スキャンダル』                                                                                   |
| 監督賞 | 脚本賞 |
| - サム・メンデス - 『1917 命をかけた伝令』 - ポン・ジュノ - 『パラサイト 半地下の家族』 - トッド・フィリップス - 『ジョーカー』 - マーティン・スコセッシ - 『アイリッシュマン』 - クエンティン・タランティーノ - 『ワンス・アポン・ア・タイム・イン・ハリウッド』                                | - クエンティン・タランティーノ - 『ワンス・アポン・ア・タイム・イン・ハリウッド』 - ノア・バームバック - 『マリッジ・ストーリー』 - ポン・ジュノ、ハン・ジンウォン - 『パラサイト 半地下の家族』 - アンソニー・マクカーテン – 『2人のローマ教皇』 - スティーヴン・ゼイリアン - 『アイリッシュマン』 |
| 作曲賞 | 主題歌賞 |
| - ヒドゥル・グドナドッティル - 『ジョーカー』 - アレクサンドル・デスプラ - 『ストーリー・オブ・マイライフ/わたしの若草物語』 - ランディ・ニューマン - 『マリッジ・ストーリー』 - トーマス・ニューマン - 『1917 命をかけた伝令』 - ダニエル・ペンバートン - 『マザーレス・ブルックリン』          | - 「(アイム・ゴナ)ラヴ・ミー・アゲイン」 - 『ロケットマン』 - 「Beautiful Ghosts」 - 『キャッツ』 - 「イントゥ・ジ・アンノウン」 – 『アナと雪の女王2』 - 「スピリット」 – 『ライオン・キング』 - 「Stand Up」 – 『ハリエット』                                                                      |
| アニメ映画賞 | 外国語映画賞 |
| - 『ミッシング・リンク 英国紳士と秘密の相棒』 - 『アナと雪の女王2』 - 『ヒックとドラゴン 聖地への冒険』 - 『ライオン・キング』 - 『トイ・ストーリー4』 | - 『パラサイト 半地下の家族』 - 『フェアウェル』 - 『レ・ミゼラブル』 - 『ペイン・アンド・グローリー』 - 『燃ゆる女の肖像』 |

### テレビドラマ
| テレビドラマ作品賞 | テレビドラマ作品賞 |
| ドラマ部門 | ミュージカル・コメディ部門 |
| --- | --- |
| - 『メディア王 〜華麗なる一族〜』 - 『ビッグ・リトル・ライズ』 - 『ザ・クラウン』 - 『キリング・イヴ/Killing Eve』 - 『ザ・モーニングショー』 | - 『Fleabag フリーバッグ』 - 『バリー』 - 『コミンスキー・メソッド』 - 『マーベラス・ミセス・メイゼル』 - 『ザ・ポリティシャン』 |
| テレビドラマ演技賞（ドラマ部門） | |
| 主演男優賞 | 主演女優賞 |
| - ブライアン・コックス – 『メディア王 〜華麗なる一族〜』 - キット・ハリントン – 『ゲーム・オブ・スローンズ』 - ラミ・マレック – 『MR. ROBOT/ミスター・ロボット』 - トビアス・メンジーズ – 『ザ・クラウン』 - ビリー・ポーター – 『POSE/ポーズ』                                                      | - オリヴィア・コールマン – 『ザ・クラウン』 - ジェニファー・アニストン – 『ザ・モーニングショー』 - ジョディ・カマー – 『キリング・イヴ/Killing Eve』 - ニコール・キッドマン – 『ビッグ・リトル・ライズ』 - リース・ウィザースプーン – 『ザ・モーニングショー』                                                                |
| テレビドラマ演技賞（ミュージカル・コメディ部門） | |
| 主演男優賞 | 主演女優賞 |
| - ラミー・ユセフ – 『ラミー 自分探しの旅』 - マイケル・ダグラス - 『コミンスキー・メソッド』 - ビル・ヘイダー – 『バリー』 - ベン・プラット – 『ザ・ポリティシャン』 - ポール・ラッド – 『僕と生きる人生』                                                                                           | - フィービー・ウォーラー＝ブリッジ – 『Fleabag フリーバッグ』 - クリスティーナ・アップルゲイト – 『デッド・トゥ・ミー 〜さようならの裏に〜』 - レイチェル・ブロズナハン – 『マーベラス・ミセス・メイゼル』 - キルスティン・ダンスト – 『ビカミング・ア・ゴッド』 - ナターシャ・リオン – 『ロシアン・ドール: 謎のタイムループ』 |
| テレビドラマ演技賞（ミニシリーズ・テレビ映画部門） | |
| 主演男優賞 | 主演女優賞 |
| - ラッセル・クロウ – 『ザ・ラウデスト・ボイス-アメリカを分断した男-』 - クリストファー・アボット – 『Catch-22』 - サシャ・バロン・コーエン - 『ザ・スパイ -エリ・コーエン-』 - ジャレッド・ハリス – 『チェルノブイリ』 - サム・ロックウェル – 『フォッシー&ヴァードン 〜ブロードウェイに輝く生涯〜』 | - ミシェル・ウィリアムズ – 『フォッシー&ヴァードン 〜ブロードウェイに輝く生涯〜』 - ケイトリン・ディーヴァー - 『アンビリーバブル たった1つの真実』 - ジョーイ・キング – 『The Act/見せかけの日々』 - ヘレン・ミレン – 『Catherine the Great』 - メリット・ウェヴァー - 『アンビリーバブル たった1つの真実』                   |
| 助演賞 | |
| 助演男優賞 | 助演女優賞 |
| - ステラン・スカルスガルド – 『チェルノブイリ』 - アラン・アーキン – 『コミンスキー・メソッド』 - キーラン・カルキン – 『メディア王 〜華麗なる一族〜』 - アンドリュー・スコット – 『Fleabag フリーバッグ』 - ヘンリー・ウィンクラー - 『バリー』                                                     | - パトリシア・アークエット - 『The Act/見せかけの日々』 - ヘレナ・ボナム・カーター - 『ザ・クラウン』 - トニ・コレット – 『アンビリーバブル たった1つの真実』 - メリル・ストリープ – 『ビッグ・リトル・ライズ』 - エミリー・ワトソン – 『チェルノブイリ』                                                                      |
| ミニシリーズ・テレビ映画作品賞 | |
| - 『チェルノブイリ』 - 『Catch-22』 - 『フォッシー&ヴァードン 〜ブロードウェイに輝く生涯〜』 - 『ザ・ラウデスト・ボイス-アメリカを分断した男-』 - 『アンビリーバブル たった1つの真実』 | |

### セシル・B・デミル賞
- トム・ハンクス

### キャロル・バーネット賞
- エレン・デジェネレス

## 複数の部門での受賞とノミネート

### 映画
| ノミネート数 | 作品                                              |
| ------------ | ------------------------------------------------- |
| 6            | 『マリッジ・ストーリー』                          |
| 5            | 『アイリッシュマン』                              |
| 5            | 『ワンス・アポン・ア・タイム・イン・ハリウッド』  |
| 4            | 『ジョーカー』                                    |
| 4            | 『2人のローマ教皇』                               |
| 3            | 『1917 命をかけた伝令』                           |
| 3            | 『ナイブズ・アウト/名探偵と刃の館の秘密』         |
| 3            | 『パラサイト 半地下の家族』                       |
| 3            | 『ロケットマン』                                  |
| 2            | 『スキャンダル』                                  |
| 2            | 『ルディ・レイ・ムーア』                          |
| 2            | 『フェアウェル』                                  |
| 2            | 『アナと雪の女王2』                               |
| 2            | 『ハリエット』                                    |
| 2            | 『ジョジョ・ラビット』                            |
| 2            | 『ライオン・キング』                              |
| 2            | 『ストーリー・オブ・マイライフ/わたしの若草物語』 |
| 2            | 『ペイン・アンド・グローリー』                    |

| 受賞数 | 作品                                             |
| ------ | ------------------------------------------------ |
| 3      | 『ワンス・アポン・ア・タイム・イン・ハリウッド』 |
| 2      | 『1917 命をかけた伝令』                          |
| 2      | 『ジョーカー』                                   |
| 2      | 『ロケットマン』                                 |

### テレビドラマ
| ノミネート数 | 作品                                                   |
| ------------ | ------------------------------------------------------ |
| 4            | 『チェルノブイリ』                                     |
| 4            | 『ザ・クラウン』                                       |
| 4            | 『アンビリーバブル たった1つの真実』                   |
| 3            | 『バリー』                                             |
| 3            | 『ビッグ・リトル・ライズ』                             |
| 3            | 『フォッシー&ヴァードン 〜ブロードウェイに輝く生涯〜』 |
| 3            | 『Fleabag フリーバッグ』                               |
| 3            | 『コミンスキー・メソッド』                             |
| 3            | 『ザ・モーニングショー』                               |
| 3            | 『メディア王 〜華麗なる一族〜』                        |
| 2            | 『The Act/見せかけの日々』                             |
| 2            | 『Catch-22』                                           |
| 2            | 『キリング・イヴ/Killing Eve』                         |
| 2            | 『ザ・ラウデスト・ボイス-アメリカを分断した男-』       |
| 2            | 『マーベラス・ミセス・メイゼル』                       |
| 2            | 『ザ・ポリティシャン』                                 |

| 受賞数 | 作品                            |
| ------ | ------------------------------- |
| 2      | 『メディア王 〜華麗なる一族〜』 |
| 2      | 『Fleabag フリーバッグ』        |
| 2      | 『チェルノブイリ』              |